# Turks basketbalteam (mannen)

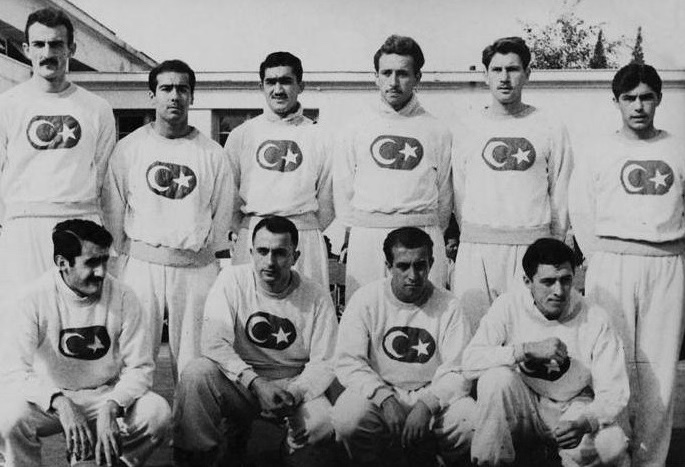
Turks basketbalteam (1946-1947)

Het Turks nationaal basketbalteam is een team van basketballers dat Turkije vertegenwoordigt in internationale wedstrijden.
Turkije deed voor het eerst in 1936 mee aan een officieel internationaal toernooi, de Olympische Zomerspelen van 1936. Turkije werd in de eerste ronde uitgeschakeld door Chili met 30-16, waardoor de club op een 19e plaats eindigde (samen met Frankrijk en België). In 1952 nam het basketbalteam van Turkije voor de tweede en voorlopig laatste maal deel aan de Olympische Spelen. Daarin verloor het al in de kwalificatieronde, waardoor het land samen met zes andere landen de zeventiende plek deelde.
De beste prestatie van het Turks nationaal basketbalteam werd ongetwijfeld behaald in 2001 tijdens de Eurobasket (Europees Kampioenschap). Turkije eindigde tijdens het toernooi dat in eigen land werd gehouden op een tweede plaats. In de finale werd van Joegoslavië met 78-69 verloren. Tijdens dit toernooi verkreeg het nationale team ook de bijnaam 12 Dev Adam wat vertaald in het Nederlands 12 Reusachtige Mannen betekent.
Beste prestatie van het land tijdens een Wereldkampioenschap basketbal was in 2006. Toen werd Turkije verdienstelijk zesde. Tijdens het Wereldkampioenschap basketbal van 2010 werd Turkije 2e in eigen land.

## Huidige selectie
| Positie        | Speler               | Geboortejaar | Lengte | Huidige club        |
| -------------- | -------------------- | ------------ | ------ | ------------------- |
| Point-guard    | Shane Larkin         | 1992         | 1,82   | Anadolu Efes        |
| Shooting-guard | Şehmuz Hazer         | 1999         | 1,90   | Fenerbahçe          |
| Power-forward  | Yiğitcan Saybir      | 1999         | 2,01   | Bursaspor           |
| Small-forward  | Onuralp Bitim        | 1999         | 1,96   | Bursaspor           |
| Small-forward  | Cedi Osman           | 1995         | 2,00   | Cleveland Cavaliers |
| Shooting-guard | Melih Mahmutoğlu (c) | 1990         | 1,91   | Fenerbahçe          |
| Power-forward  | Sadık Emir Kabaca    | 2000         | 2,07   | Galatasaray         |
| Center         | Sertaç Şanlı         | 1991         | 2,14   | FC Barcelona        |
| Shooting-guard | Buğrahan Tuncer      | 1993         | 1,94   | Anadolu Efes        |
| Shooting-guard | Furkan Korkmaz       | 1997         | 2,06   | Philadelphia 76ers  |
| Power-forward  | Alperen Şengün       | 2002         | 2,07   | Houston Rockets     |
| Center         | Ercan Osmani         | 1998         | 2,13   | Darüşşafaka         |